# مونلینلا
مونلینلا (به ایتالیایی: Molinella) یک کومونه در ایتالیا است که در استان بولونیا واقع شده‌است.

## خصوصیات
مونلینلا ۱۲۸٫۱ کیلومترمربع مساحت و ۱۵٬۵۴۲ نفر جمعیت دارد و ۸ متر بالاتر از سطح دریا واقع شده‌است.

## خواهرخوانده
شهر Tidaholm Municipality خواهرخواندهٔ مونلینلا هست.